# Exosphaeroma brevitelson
Exosphaeroma brevitelson är en kräftdjursart som beskrevs av Barnard 1914. Exosphaeroma brevitelson ingår i släktet Exosphaeroma och familjen klotkräftor. Inga underarter finns listade i Catalogue of Life.